# Гринёв, Андрей Вальтерович
Андре́й Ва́льтерович Гринёв (род. 4 июля 1960) — советский и российский историк, один из ведущих специалистов по истории и этнографии Русской Америки. Доктор исторических наук, доцент. Профессор Высшей школы общественных наук Санкт-Петербургского политехнического университета Петра Великого. Лауреат премии имени Н. И. Кареева (2003).

## Биография
В 1983 году окончил историко-филологический факультет Алтайского государственного университета, в 1986 году — очную аспирантуру Института этнографии АН СССР.
В 1987 году защитил диссертацию на соискание учёной степени кандидата исторических наук по теме «Индейцы тлинкиты в период Русской Америки (1741—1867)» (07.00.07 — этнография).
В 2000 году защитил диссертацию на соискание учёной степени доктора исторических наук по теме «Российская колонизация Аляски: её ход, характер и результаты» (специальность 07.00.02 — отечественная история).
Работал в Алтайском государственном техническом университете (АлтГТУ), Алтайском государственном университете (АлтГУ), Санкт-Петербургском гуманитарном университете профсоюзов (СПбГУП), с 2007 г. в Санкт-Петербургском политехническом университете Петра Великого на кафедрах социологии и права, культурологии и социологии, затем — на кафедре истории, а ныне преподаёт историю в Высшей школе общественных наук.
В 2018—2023 гг. председатель Российской ассоциации антропологов-американистов.

## Научная деятельность
В ходе научной деятельности выявил новую разновидность тотемизма — престижный тотемизм, разработал теоретическую концепцию «колониального политаризма», выступил с критикой наличия социализма в СССР, охарактеризовал события Октября 1917 г. в Петрограде как «политарную контрреволюцию», критически охарактеризовал концепт «Великой российской революции», затронул проблемы современной российской демократии и т. д.; в сфере наукометрии создал два новых наукометрических показателя — квартильный индекс и кантри-индекс в 9 вариантах, разработал детальный наукометрический портрет учёного, предложил основные направления наукометрических субдисциплин, а также методику наукометрического расчета «веса» научных монографий .

### Основные работы
Автор более 300 научных публикаций, в том числе:
- монография «Индейцы тлинкиты в период Русской Америки (1741—1867 гг.)» (Новосибирск: Наука, 1991. — 318 с.)
- монография «The Tlingit Indians in the Period of Russian America, 1741—1867» (Lincoln: University of Nebraska Press[англ.], 2005. — 388 p.; reprint 2008)
- монография «Российские публикации по истории в БД Web of Science и Scopus (проблемы и решения)». (Saarbrücken: Palmarium Academic Publishing. 2016. — 75 с.)
- монография «Аляска под крылом двуглавого орла (российская колонизация Нового Света в контексте отечественной и мировой истории)» (М.: Academia, 2016. — 590 с.; 2-е изд. 2018)
- монография «Russian Colonization of Alaska: Preconditions, Discovery and Initial Development, 1741—1799». (Lincoln: University of Nebraska Press[англ.], 2018. — 328 p.)
- монография «Russian Colonization of Alaska: Baranov’s Era, 1799—1818». (Lincoln: University of Nebraska Press[англ.], 2020. — 269 p.)
- монография «Russian Colonization of Alaska: From Heyday to Sale, 1818—1867». (Lincoln: University of Nebraska Press[англ.], 2022. — 442 p.)
- 10 глав в трехтомной коллективной монографии «История Русской Америки, 1732—1867» (М.: Международные отношения, 1997—1999; 2-е изд. 2021)
- энциклопедический словарь-справочник «Кто есть кто в истории Русской Америки» (М.: Academia, 2009. — 672 с.)
- пособие для магистров-гуманитариев «Основы наукометрии: учебное пособие» (СПб.: ПОЛИТЕХ-ПРЕСС, 2021. — 124 с.)

## Награды
- В 1994—1996 гг. был лауреатом государственной стипендии для «молодых выдающихся ученых, кандидатов наук в возрасте до 35 лет».
- Премия имени Н. И. Кареева (совместно с Н. Н. Болховитиновым, за 2003 год) — за исследование «История Русской Америки. 1732—1867» (в 3-х томах)